# مسا ویستا (کالیفرنیا)
مسا ویستا (به انگلیسی: Mesa Vista) یک منطقهٔ مسکونی در ایالات متحده آمریکا است که در شهرستان آلپاین، کالیفرنیا واقع شده‌است. مسا ویستا ۱۲٫۶۲۷ کیلومتر مربع مساحت و ۲۰۰ نفر جمعیت دارد و ۱٬۶۷۲ متر بالاتر از سطح دریا واقع شده‌است.